# 貢進生
貢進生（こうしんせい）とは、1870年（明治3年）に各藩からの推薦を受けて大学南校に入学した生徒のこと。

## 概要
旧米沢藩出身の平田東助と旧飫肥藩出身で明治3年5月8日（1870年6月6日）に大学別当の松平慶永より大学南校の少舎長に任命された小倉処平との建議を受け、明治3年7月27日太政官布告により、当時の各藩は石高に応じ1名から3名の人材を大学南校に貢進することが命じられた。大学南校は、明治政府が洋学を教授するため設置した教育機関であり、開成学校を経て東京大学（旧制）に発展する教育機関である。貢進生の総数は318名で、年齢は16歳から20歳とされていたので生年は1851年（嘉永4年）から1855年（安政2年）の者となるが、例外もある。
当時は他に、初等教育機関や中等教育機関が整備されていなかったため、大学南校（後の開成学校）は彼らの成長とともに、初等教育から中等教育を行い、徐々に外国語・専門教育を行った。
貢進生は、学ぶべき洋学の国籍に応じて英語・フランス語・ドイツ語に分かれ各国語の習得から学び始めた。1871年（明治4年1月）の段階で、英語は219名、フランス語は74名、ドイツ語は17名である。
大学南校は、南校（1871年（明治4年7月21日））－第一大学区第一番中学（1872年（明治5年8月3日））－開成学校（1873年（明治6年4月10日））と変遷する中で、開成学校段階から専門教育が開始され、1877年（明治10年）東京大学（旧制）成立以降、順次卒業生を出してゆき、貢進生はその第一期生を構成しているが、最優秀生は東京大学（旧制）卒業生ではない。
貢進生のうち最も優秀な学生が東京大学（旧制）卒業を待たずに、東京大学（旧制）成立以前の1875年（明治8年）及び1876年（明治9年）に文部省より海外留学生として派遣された。また、フランス語を学んだ者の一部が、司法省法学校に転じた他、他の高等教育機関に転校した者、さらに卒業を待たず政府に出仕した者もいる。しかし、各藩からの推薦に問題があったケースも多く、貢進生のうち半数近くが、このようなエリートコースを辿らずに、学校を退学・脱落していった。

## 意義
貢進生は、明治初期の日本において、西洋近代の学問を組織的に学んだ第一世代であり、帝国大学成立時において教授陣の中心を占めるなど、明治中期以降の日本のアカデミズムにおいて中心となって活躍した世代である。

## 主な出身者
第1回（明治8年）文部省派遣海外留学生
- 鳩山和夫　エール大学
- 小村寿太郎　ハーバード大学
- 斎藤修一郎　ボストン大学
- 松井直吉　コロンビア大学
- 南部球吾　コロンビア大学
- 原口要　レンセラー工科大学
- 平井晴二郎　レンセラー工科大学
- 菊池武夫　ボストン大学
- 長谷川芳之助　コロンビア大学
- 古市公威　エコール・サントラル・パリ（École centrale des arts et manufactures）
- 安東清人

第2回（明治9年）文部省派遣海外留学生
- 穂積陳重　ベルリン大学
- 岡村輝彦　ミドルテンプル法曹院
- 杉浦重剛
- 桜井錠二
- 関谷清景　ロンドン大学
- 谷口直貞　グラスゴー大学
- 沖野忠雄　エコール・サントラル・パリ（École centrale des arts et manufactures）
- 増田礼作　グラスゴー大学
- 山口半六
- 向坂兌　ミドルテンプル法曹院

第3回（明治11年）文部省派遣海外留学生
- 高松豊吉
- 河上謹一
- 石黒五十二
- 寺尾寿

第4回（明治11年）文部省派遣海外留学生　
- 小藤文次郎
- 和田垣謙三
- 難波正
- 小金井良精
- 九里龍作
- 緒方正規

司法省法学校－司法省官費留学（明治8年）生
- 木下広次　パリ大学
- 井上正一　パリ大学

司法省法学校卒業（明治9年）生
司法省官費留学（明治9年）生
- 宮城浩蔵　パリ大学－リヨン大学
- 小倉久　　パリ大学
- 岸本辰雄　パリ大学

司法省出仕他
- 加太邦憲
- 大島誠治
- 一瀬勇三郎
- 矢代操 など

東京大学成立以前の政府出仕・卒業・退学・その他の学校卒業者
- 井上毅
- 伊沢修二
- 石本新六　フォンテンブロー砲工校
- 園田孝吉
- 高平小五郎
- 永井久一郎
- 中川元
- 松村任三
- 村岡範為馳
- 和田維四郎
- 巌谷立太郎
- 中村弥六
- 柴田承桂
- 村田惇
- 谷沢竜蔵
- 青木保
- 小島好問 など

東京大学卒業・退学者
- 久原躬弦
- 下山順一郎
- 高橋健三
- 高橋順太郎
- 中村恭平
- 櫻井房記
- 信谷定爾
- 谷田部梅吉
- 千本福隆
- 高野瀬宗則
- 小林有也
- 林忠正
- 磯野計
- 弘田長 など